# Dinosaurierspuren vom Monte Buso

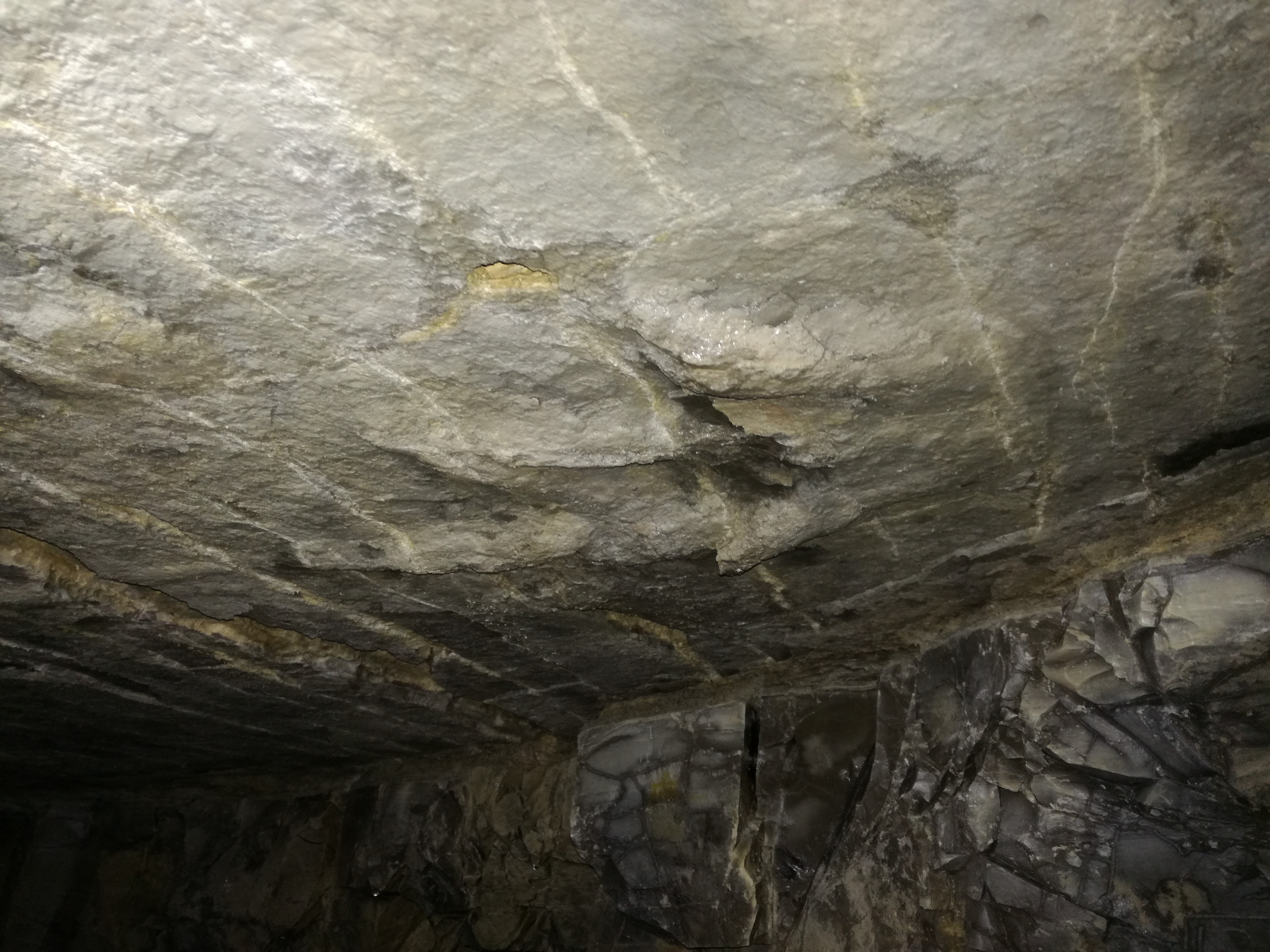
Dreizehiger etwa 30 cm großer Theropodenfußabdruck an der Stollendecke des Monte Buso

Die Dinosaurierspuren vom Monte Buso sind fossile Fußabdrücke, die Theropoden im späten Unterjura im feuchten Sediment hinterlassen haben. Die Abdrücke befinden sich an der Decke eines im Ersten Weltkrieg angelegten Stollens auf dem Pasubio-Massiv im Trentino, Italien.

## Beschreibung
Im Ersten Weltkrieg war der Pasubio ein schwer umkämpfter Berg an der Alpenfront zwischen Österreich-Ungarn und dem Königreich Italien. Die Dinosaurierspuren wurden 2010 von Mitarbeitern des Trentiner Naturwissenschaftsmuseums (italienisch Museo tridentino di scienze naturali) in Trient in einem von der österreichisch-ungarischen Armee  angelegten Stollen am Monte Buso (2080 m s.l.m.) nördlich der Scharte Campiluzzi Ost (italienisch Sella Est dei Campiluzzi) auf einer Höhe von etwa 1980 m entdeckt. Der etwa 250 m lange, 2,5 m breite und 2 m hohe Stollen wurde zwischen 1916 und 1918 angelegt und durchschneidet den Monte Buso in Ost-West-Richtung. Er diente der k.u.k. Armee als sicherer Nachschubweg und wird auch als Stol dei Campiluzzi bezeichnet.
Die Abdrücke liegen etwa 130 m nach dem westlichen Stolleneingang an der Stollendecke. Es handelt sich um drei etwa 30 cm große dreizehige negative Fußabdrücke, zwei davon teilweise überlagert, die zu zwei zeitlich unterschiedlich entstandenen Theropodenfährten gehören und wahrscheinlich von zwei Sauriern hinterlassen wurden. An den vorderen Enden sind zum Teil die Abdrücke der Krallen zu erkennen. Aus der Spurentaxonomie schlossen die Forscher, dass es sich um mittelgroße Saurier mit einer Höhe von 2 m, eine Körperlänge von 7 bis 8 m und einem Gewicht von 400 kg gehandelt hat. Sie ordneten die Spuren der Gattung Dilophosaurus zu.
Neben den Fußabdrücken wurden im Stollen auch Fossilien von Farnen, Nadelbäumen sowie von Muscheln und Fischen gefunden.

## Bedeutung
Die Spuren entstanden in einem sumpfähnlichen mit Salzwasser gefüllten Gebiet, das sich im Sinemurium am Rand des Paratethys auf der sogenannten Tridentinischen Schwelle befand. Eine Karbonatplattform, die etwa vom Gardasee bis zum Monte Grappa reichte und damit auch das Gebiet des heutigen Pasubio-Massivs einschloss.
Die Forschung ging lange Zeit davon aus, dass dieser Bereich im Unterjura zum überwiegenden Teil unter der Wasseroberfläche lag und nur stellenweise, einem Watt ähnlich, aus dem Wasser ragte. Die Dinosaurierspuren am Monte Buso bringen dieses Modell endgültig ins Wanken, nachdem bereits vorher im Trentino gefundene Ichnofossilien Zweifel an dieser Theorie haben aufkommen lassen. Aufgrund dieser Funde muss die Überflutung der Plattform um mehrere Millionen Jahre auf das Oberjura verlegt werden.
Die Abdrücke weisen zudem Ähnlichkeiten mit Spuren auf, die man in Polen, Frankreich, Skandinavien und in Nordamerika gefunden hat, was auf eine Landverbindung mit dem eurasischen Kontinent schließen lässt. Dies steht im Gegensatz zu der Annahme, dass dieser Bereich der Alpen im Unterjura von einem tiefen Meeresarm von Eurasien getrennt war.

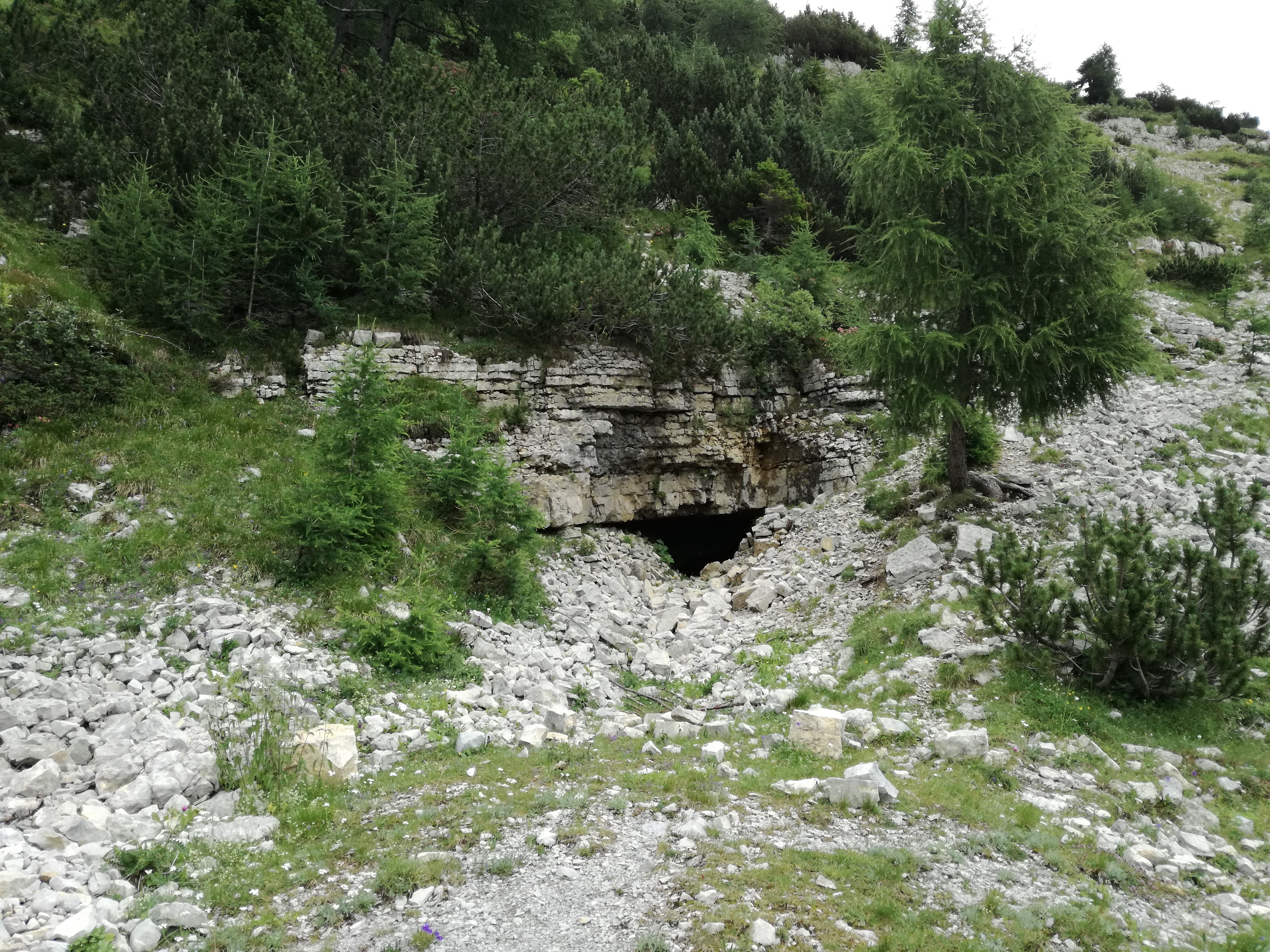
Westlicher Stolleneingang
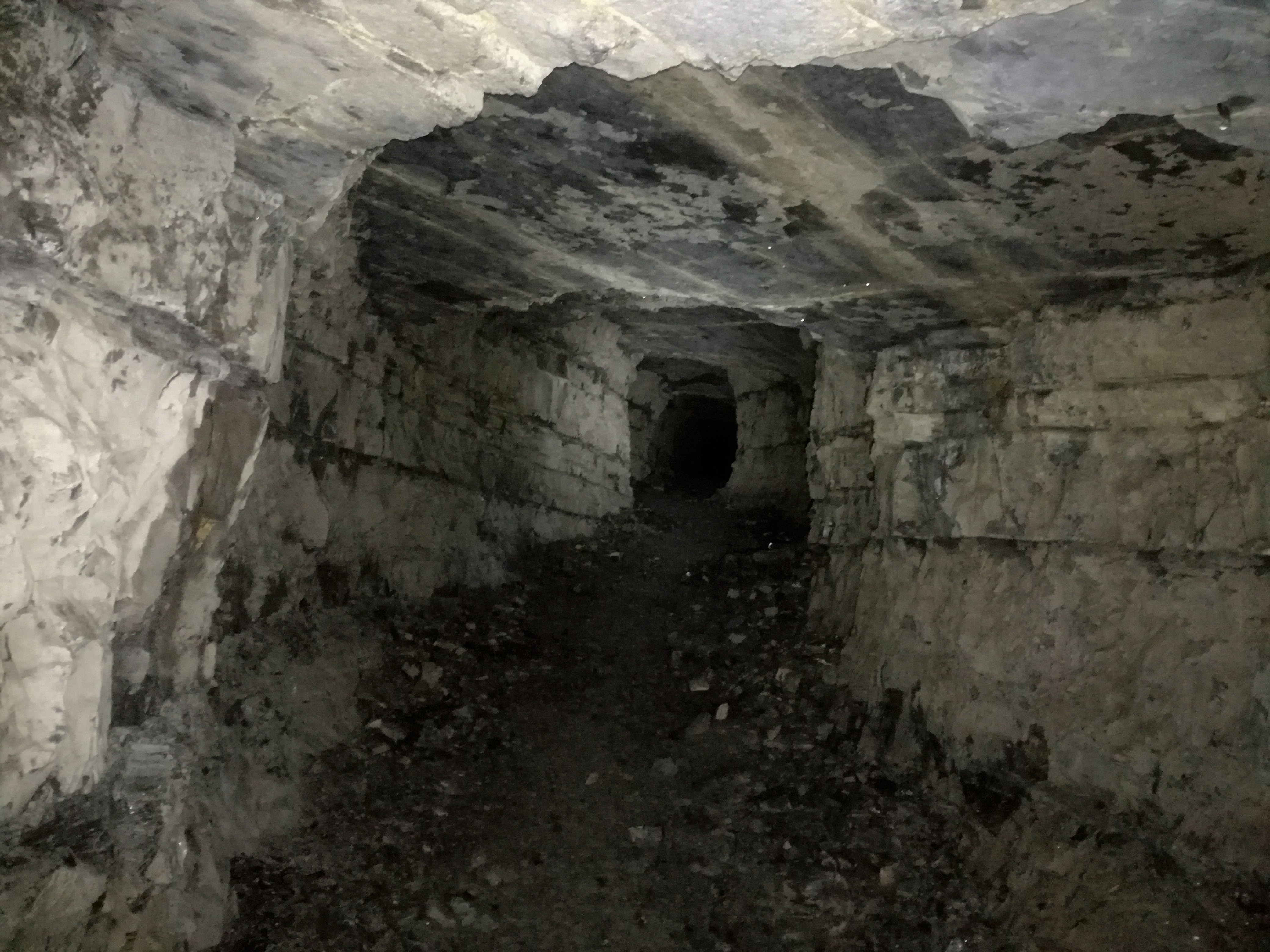
Stol dei Campiluzzi
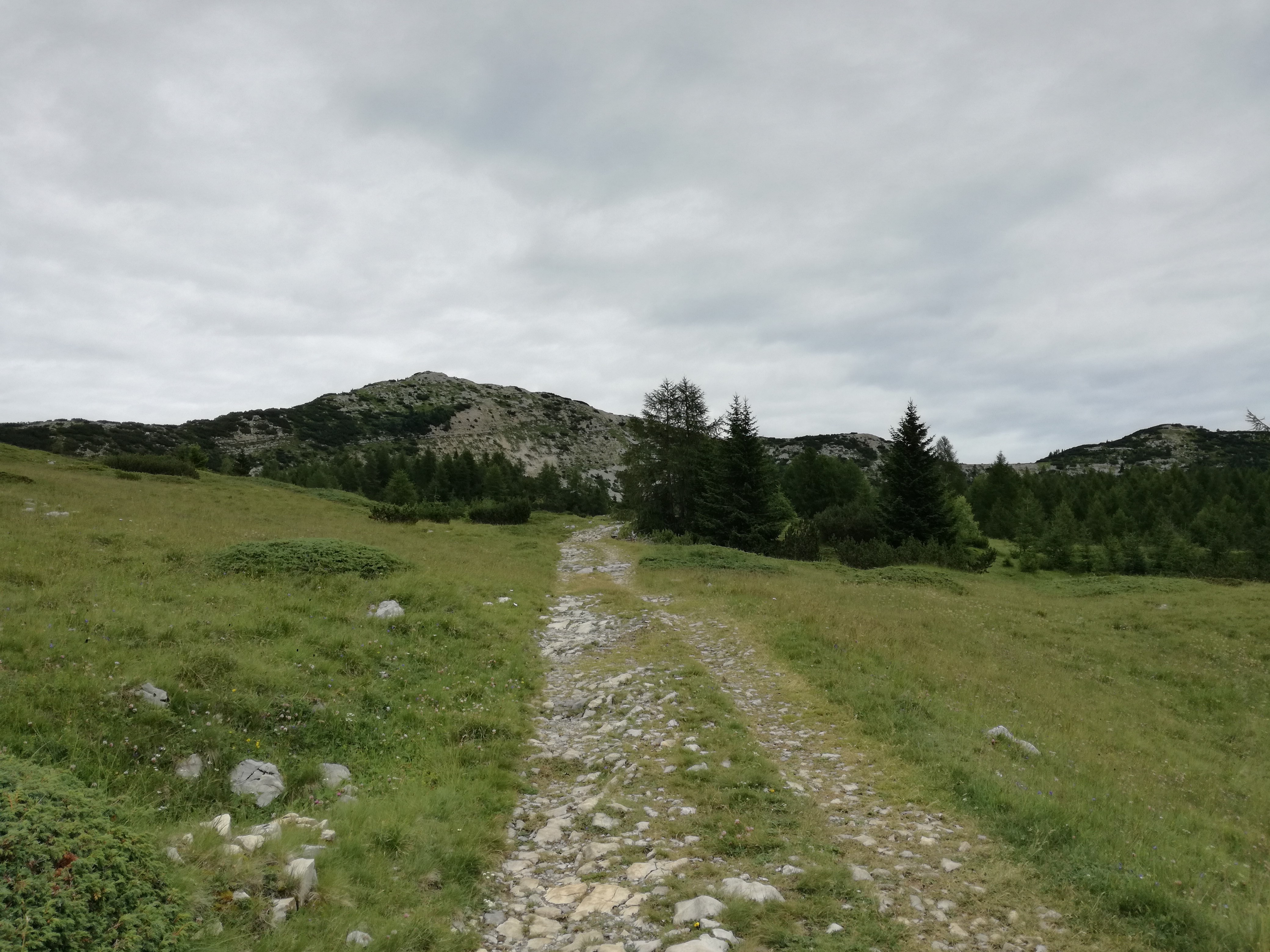
Monte Buso mit Sattel Campiluzzi Ost (rechts)